# Roberto Carcelén
Roberto Carcelén (Lima, Perú, 8 de septiembre de 1970) es un esquiador de fondo y hombre de negocios peruano que vive en Seattle (Estados Unidos). Vivió en Perú hasta 2002, cuando se mudó a EE. UU. para vivir con su esposa. Fue ella quién lo introdujo en el mundo del esquí de fondo.
En enero de 2009, Roberto Carcelén fue el primer peruano en competir en clasificarse para unos juegos olímpicos de invierno. Fue también el abanderado de la delegación peruana en la ceremonia de apertura.
Roberto también clasificó a las olimpiadas siguientes donde protagonizó una de las grandes hazañas de los Juegos Olímpicos de Invierno Sochi 2014. Carcelén llegó a la meta a pesar de tener dos costillas fracturadas y se ganó el reconocimiento mundial por ello; al llegar a la meta, portando la bandera de su país y con evidentes gestos de dolor, el peruano recibió la ovación del público y el apoyo de sus colegas.